# GOLDEN J-POP/THE BEST ハウンド・ドッグ
『GOLDEN J-POP/THE BEST』（ゴールデン Jポップ / ザ・ベスト）は、1997年11月21日に発売された、CBS・ソニー在籍時代のHOUND DOGの楽曲を収録したベスト・アルバム。

## 解説
SMEJの企画で1997年11月21日を皮切りに発売開始されたシリーズ『GOLDEN J-POP/THE BEST』のラインナップの1枚。

## 収録曲

### CD DISC 1
1. 嵐の金曜日
  - Welcome to The Rock'n Roll Show収録
2. おまえは B-88（All Because You）
  - アルバム未収録
3. おちょくられた夜
  - STAND PLAY収録
4. スクール・デイズ
  - POWER UP!収録
5. 浮気な、パレット・キャット
  - Roll Over収録
6. 涙のBirthday
  - POWER UP!収録
7. Still!
  - BRASH BOY収録
8. Please Please Please
  - DREAMER収録
9. グッバイ・ドリーマー
  - DREAMER収録
10. ff（フォルティシモ）
  - Spirits!収録
11. R★O★C★K★S
  - LOVE収録
12. DIAMOND EYES
  - LOVE収録
13. We're HOUND DOG
  - STAND PLAY収録
14. Long Way Home
  - LOVE収録
15. クリスティ
  - LOVE収録
16. ダンスでロマンス
  - Spirits!収録

### CD DISC 2
1. トラブル・メーカー（ライヴ・ヴァージョン）
  - Roll Over収録
2. クレイジー・ナイト（ライヴ・ヴァージョン）
  - Roll Over収録
3. FENを聞きながら
  - BRASH BOY収録
4. “J”のバラード
  - BRASH BOY収録
5. 今夜ハートで
  - DREAMER収録
6. Midnight Boogie（ライヴ・ヴァージョン）
  - DREAMER収録
7. No More Rock'n Roll（ライヴ・ヴァージョン）
  - BRASH BOY収録
8. MISS YOU
  - LOVE収録
9. OUTSIDER
  - LOVE収録
10. OVER HEAT
  - Spirits!収録
11. ラスト・シーン
  - Spirits!収録
12. スターダスト
  - Roll Over収録
13. Rock'n Roll Lariat
  - Nothing But Rock And Roll収録
14. だから大好き、ロックンロール（ライヴ・ヴァージョン）
  - Welcome to The Rock'n Roll Show収録
15. 嵐の金曜日（ライヴ・ヴァージョン）
  - Welcome to The Rock'n Roll Show収録